# Karl Heinrich Ferdinand Grünig

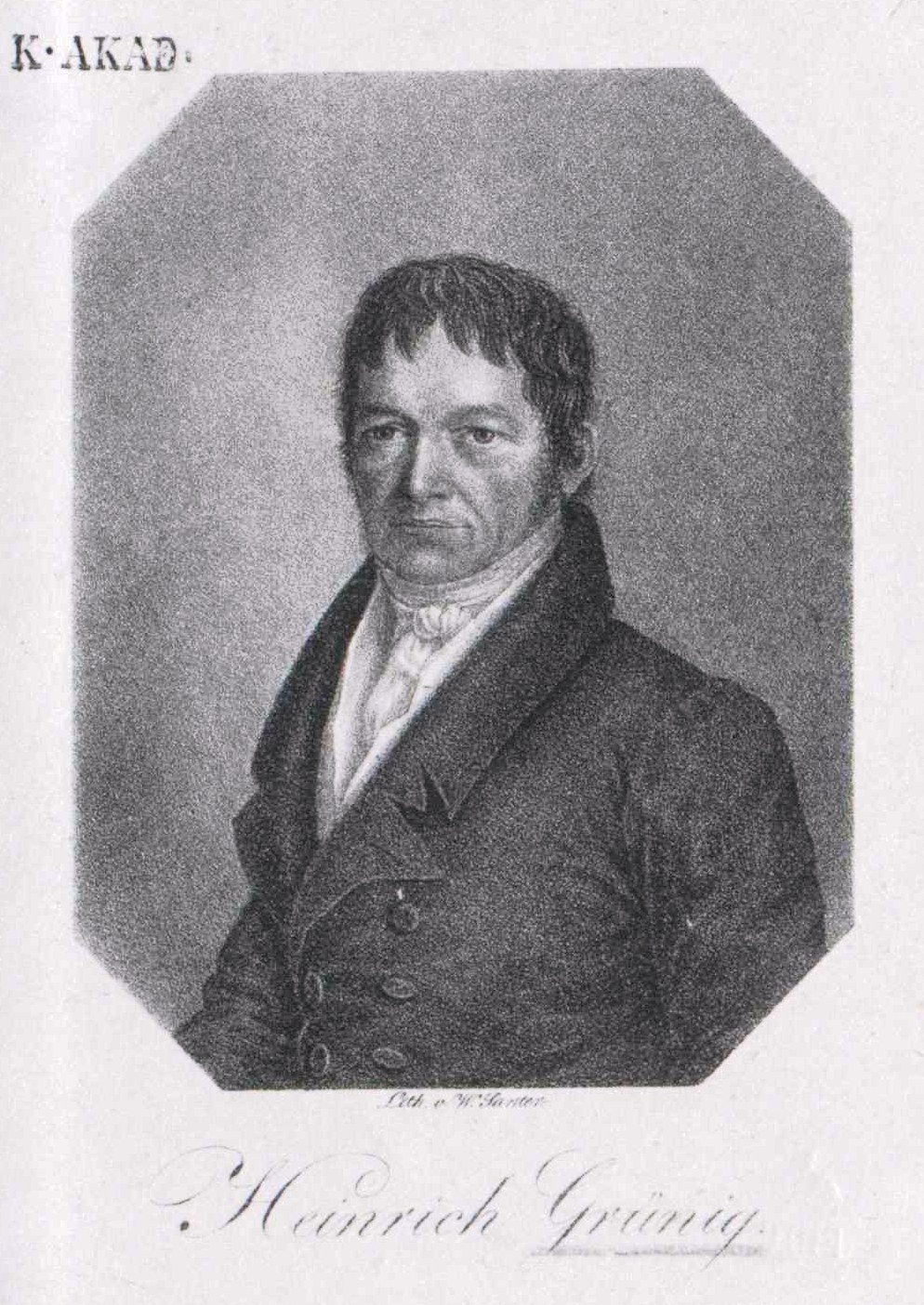
Heinrich Grünig

Karl Heinrich Ferdinand Grünig (* 17. März 1781 in Breslau; † 5. Dezember 1846 ebenda) war ein deutscher Jurist und Schriftsteller.
Heinrich Grünig war der Sohn eines Kalkulators bei der Kriegs- und Domänenkammer. Er besuchte das Friedrichs- und das Magdalenengymnasium in Breslau und studierte von 1802 bis 1804 Jura in Halle. Er trat dann in seiner Heimatstadt in den Justizdienst und wurde 1827 zum Stadtgerichtsrat ernannt. Er heiratete Josephine Rotter, die jedoch bereits 1826 starb.
Bereits im Magdalenengymnasium hatte der Rektor Manso die poetischen Neigungen Grünigs gefördert. Grünig veröffentlichte erste Gedichte in Zeitschriften, wie dem Breslauer Hausfreund, den Schlesischen Blättern, dem Schlesischen Musenalmanach und dem Archiv der literarischen Abtheilung des Breslauer Künstlervereins. Seinen Zeitgenossen galt er als schlesischer Volksdichter. Er war Mitglied der Breslauer Freimaurerloge Friedrich zum goldenen Zepter.

## Schriften
- Gedichte. Richter, Breslau 1836 (Digitalisat), 2. erw. Aufl. Friese, Leipzig 1845